# バート郡 (ネブラスカ州)
バート郡 (英: Burt County) は、アメリカ合衆国ネブラスカ州に位置する郡である。2000年現在、人口は7,791人である。ここの郡庁所在地はTekamahである。

## 地理
アメリカ合衆国統計局によると、この郡は総面積1,287 km2 (497 mi2) である。このうち1,276 km2 (493 mi2) が陸地で11 km2 (4 mi2) が水地域である。総面積の0.87%が水地域となっている。

### 隣接する郡
- サーストン郡 (北)
- アイオワ州モノナ郡 (北東)
- アイオワ州ハリソン郡 (南東)
- ワシントン郡 (南)
- ドッジ郡 (南西)
- カミング郡 (西)

## 人口動勢
2000年現在の国勢調査で、この郡は人口7,791人、3,155世帯、及び2,240家族が暮らしている。人口密度は6/km2 (16/mi2) である。3/km2 (8/mi2) の平均的な密度に3,723軒の住居が建っている。この郡の人種的構成は白人97.63%、アフリカン・アメリカン0.18%、先住民1.07%、アジア0.19%、太平洋諸島系0.03%、その他の人種0.22%、及び混血0.69%である。人口の1.26%がヒスパニックまたはラテン系である。

2000年国勢調査に基づくバート郡の人口ピラミッド

この郡内の住民は25.70%が18歳未満の未成年、18歳以上24歳以下が5.40%、25歳以上44歳以下が23.40%、45歳以上64歳以下が23.80%、及び65歳以上が21.80%にわたっている。中央値年齢は42歳である。女性100人ごとに対して男性は93.80人である。18歳以上の女性100人ごとに対して男性は91.80人である。
この郡の世帯ごとの平均的な収入は33,954米ドルであり、家族ごとの平均的な収入は40,515米ドルである。男性は28,750米ドルに対して女性は20,663米ドルの平均的な収入がある。この郡の一人当たりの収入 (per capita income) は16,654米ドルである。人口の8.90%及び家族の6.60%は貧困線以下である。全人口のうち18歳未満の11.80%及び65歳以上の8.30%は貧困線以下の生活を送っている。

## 都市及び村
- Craig
- Decatur
- リヨンズ (Lyons)
- オークランド (Oakland)
- Tekamah